# Мясо по-французски
Мясо по-французски («Мясо по-капитански», «Дипломат», «По-домашнему» или «Сюрприз») — блюдо русской кухни, приготовленное из слоёв мяса (первоначально телятина, позднее также свинина или говядина), картофеля и сыра.
Во всём мире, кроме постсоветского пространства, называется «мясом по-Орловски» (дословно «телятина Орлов», фр. Veau Orloff), поскольку создатель блюда, француз Урбен Дюбуа (1818—1901), был поваром графа Алексея Орлова (1787—1862), ближайшего соратника императора Николая Первого.
«Телятина по-Орловски» представляет собой запеканку из телятины, картофеля и грибов, запечённых под соусом бешамель с добавлением сыра. В упрощённой версии, называемой «мясом по-французски», исчезли грибы, а мясная составляющая стала чаще всего включать свинину или говядину, нередко в виде фарша; соус бешамель заменён сливками, сметаной или, в крайнем случае, майонезом.
Существуют разные варианты приготовления блюда, где может меняться расположение слоёв, состояние продуктов (предварительная обжарка) и формы нарезки (мясо ломтями).
Подавать мясо по-французски принято, нарезая порции, захватывая снизу кусок мяса, и аккуратно перекладывая его на тарелку, чтобы не нарушить целостность слоёв.
Во Владивостоке мясо, запечённое под картофельной шубой, именуют «Мясом по-капитански» (чаще, однако, блюдо готовится без картофеля), а в средней полосе России — «Дипломат», «Сюрприз» или «По-домашнему».
В эльзасской кухне, на востоке Франции, существует блюдо под названием «бекеоффе». В него также входят слои из кусков мяса, картофеля и моркови, но без сыра.
Гратин (или гратен) — золотистая корочка, образующаяся на поверхности блюда при запекании в духовой печи или на гриле. Это верхний слой, состоящий из обильно приправленного тертого сыра или панировочных сухарей. Изначально гратин отделяли от блюда и ели как лакомство.